# Christian Sahme
Christian Sahme (* 10. Januar 1663 in Königsberg (Preußen); † 26. Juli 1732 ebenda) war ein deutscher lutherischer Theologe, Mathematiker und Astronom.

## Leben
Sahme war der Sohn des Königsberger Professors Jakob Sahme (* 28. Mai 1629; † 23. November 1680) und dessen Frau Dorothea, Tochter des Pfarrers der Königsberger Altstadt Martin Wolder. Er besuchte zunächst die Schule in Kneiphof. 1679 bezog er die Universität Königsberg, wo Andreas Hedio, Conrad Vogt, Georg Thegen und Georg Wosegin seine prägenden Lehrer wurden. 1685 wechselte er an die Universität Kiel, wo er die Vorlesungen von Matthias Wasmuth (1625–1688), Heinrich Opitz (1642–1712), Samuel Reyher (1635–1714), Christian Kortholt d. Ä. (1632–1694) und Christoph Franck (1642–1704) frequentierte. 1686 bereiste er Hamburg, um bei Esdras Edzardus seine Studien fortzusetzen. Er besuchte dann an der Universität Leipzig die Vorlesungen der Theologen Johann Benedict Carpzov, Johannes Olearius, August Pfeiffer und Valentin Alberti. Bei Gottfried Kirch und Christoph Pfautz beschäftigte er sich mit Mathematik und Astronomie.
Von Leipzig wechselte er an die Universität Jena, wo er im Haus des Professors Georg Schubart (1650–1701) Aufnahme fand. Er besuchte die Vorlesungen von Erhard Weigel (1625–1699), Kasper Posner (1626–1700), Kaspar Sagittarius (1643–1694), Johann Andreas Schmidt (1652–1726) und Johann Andreas Danz (1654–1727), sowie die theologischen Vorlesungen bei Friedemann Bechmann (1628–1703), Valentin Veltheim (1645–1700) und Johann Wilhelm Baier (1647–1695). In Jena erwarb er den akademischen Grad eines Magisters der Philosophie, reiste nach Nürnberg und Altdorf, um bei Johann Christoph Wagenseil (1633–1705) und Johann Christoph Sturm (1635–1703) eine weiterführende Ausbildung zu absolvieren. Dann zog er über Frankfurt am Main, Köln und Wesel nach Holland. Dort lernte er die Gelehrten seiner Zeit kennen, unter anderem Burchard de Volder (1643–1709). 1689 kehrte er nach Königsberg zurück.
Hier hielt er Vorlesungen an der philosophischen Fakultät der Universität Königsberg. 1694 wurde er Subinspektor der Alumnen und 1701 Professor der Mathematik am Gymnasium sowie Rektor der Johannesschule in Danzig. 1702 kehrte er nach Königsberg zurück, wo er Pfarrer an der Kirche in Roßgarten wurde und 1709 ein Archidiakonat an der Kirche der Königsberger Altstadt übernahm. Nachdem man ihn zum außerordentlichen Professor der Theologie an der Universität Königsberg berufen hatte, promovierte er am 27. Dezember 1710 zum Doktor der Theologie. 1718 stieg er zum vierten ordentlichen Professor auf. 1721 wurde er dritter ordentlicher Professor. In dieser Eigenschaft war er acht Mal Dekan der theologischen Fakultät. Sahme setzte sich in seinen mathematischen und astronomischen Forschungen intensiv mit theologischen Bezügen auseinander. Außerdem beschäftigen sich Sahmes kleinere Abhandlungen mit der Erdgestalt, dem Erdbeben, der Berechnung der Finsternisse und den Bedeckungen eines Sternes durch den Mond.
Sahme starb 1732. Sein Leichnam wurde im Professorengewölbe des Königsberger Doms beigesetzt.

## Familie
Am 26. Oktober 1705 heiratete er Anna Elisabeth (* 25. April 1672; † 31, Dezember 1706), Tochter des königlichen Rats Albrecht Pegau. Seine Tochter Gertrud Dorothea (* 3. Dezember 1706) heiratete am 26. September 1726 den Hofrat Heinrich Werner († 1737) und wurde Mutter des Professors Jacob Friedrich Werner (1732–1782).

## Werke
- De Connexione fidei et operum, sub praesidio Dr. jo. Gv. Baier. Jena 1686.
- De Regressu solis tempore Hiskiae ex 2. Reg. XX. 8–11 et Es. XXXXVIII. I.8. Prior, Regiom. Pro Recept. In facultatem, 1689, 1696.
- De Ecclipsium cuasis et calculo. Königsberg 1689.
- de divisione circuli. 1692.
- Dissertationis Ethicae. Königsberg 1699, 1700 (de invito et spontanco; de fine hominis; de virtute morali; de proaeresi et voluntate; de fortitudine et temperantia; de libero arbtrio).
- de occultatione stellarum fixarum per lunam. 1701.
- Dissert. Mathematicae Gedan. Königsberg 1702 (de transitu Israēlitarum per mare rubrum; de columna nubis et ignis; de figura terrae; de situ telluris; de motu telluris Diss. 1, 2, 3).
- Utrum singularium scientia detur. Königsberg 1705.
- de confirmatione secundo Pontificiorum Sacramento, Diss. Prior, pro gradu Doctorali. Königsberg 1710.
- de Spiritu interpretandi scripturas. Königsberg 1712 (uni-halle.de)
- de agno paschali, quem Jesus ea nocte, qua traditus est, cum discipulis suis comedit. Königsberg 1712.
- de juramento in symbola et libros symbolicos. Königsberg 1713.
- de precibus pro defunctis. Königsberg 1714.
- de viro dolorum, ex Esa LIII. 3. pro Loco Profess. Ordin. Königsberg 1718.
- Theses de Scriptura S. et Religione, contra objectiones Socinianorum. 1722.
- Thesis Selecta De Religione, Ab Obiectionibus Socinianorum Aliorumque Vindicata. Königsberg 1723 (uni-halle.de)